# Porte de Bagnolet
Pour les articles homonymes, voir Bagnolet (homonymie).
La porte de Bagnolet est une porte de Paris, en France.

## Situation et accès

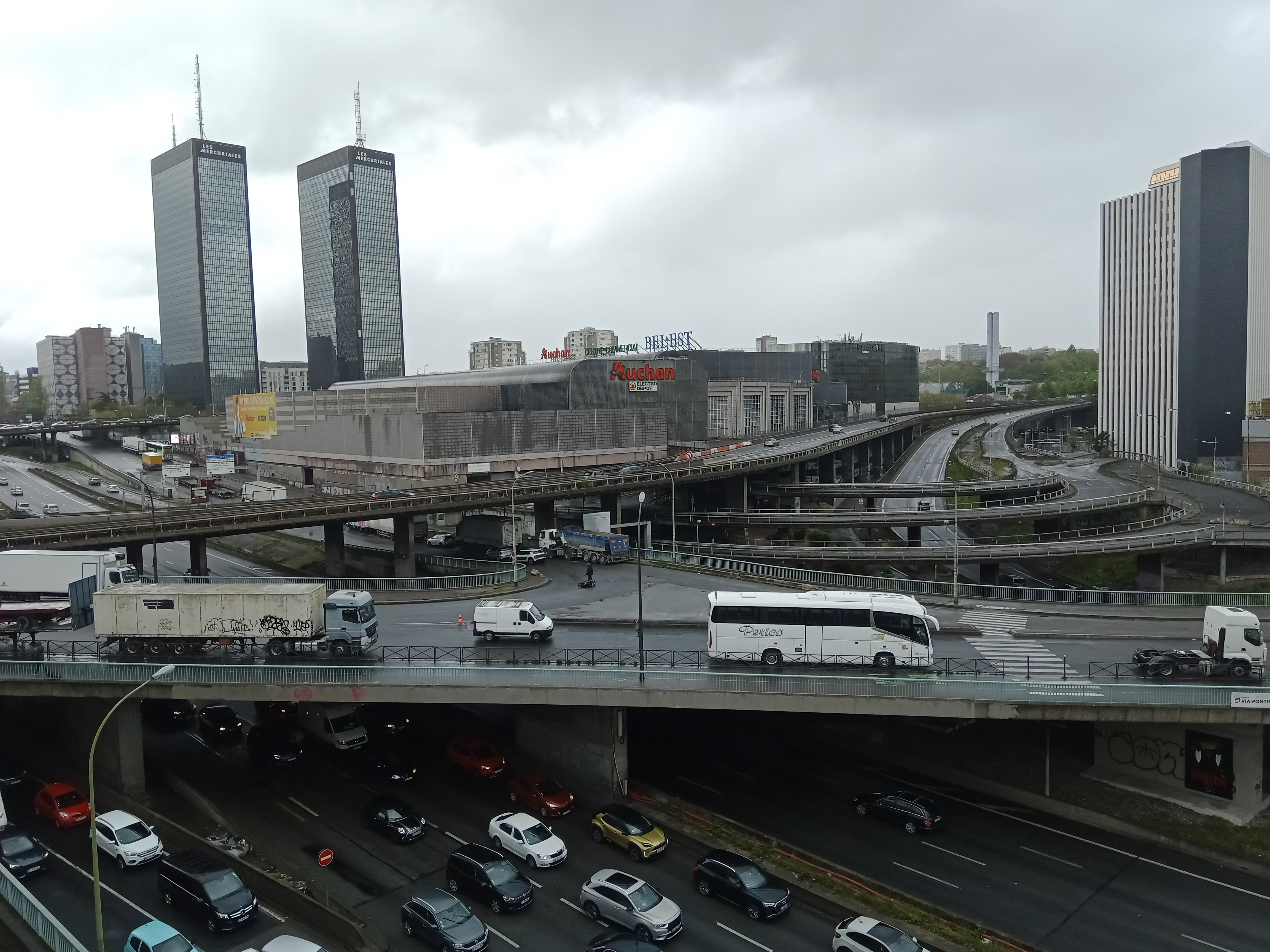
L'échangeur entre l'autoroute A3 et le boulevard périphérique et le centre commercial dominés par les tours Mercuriales.

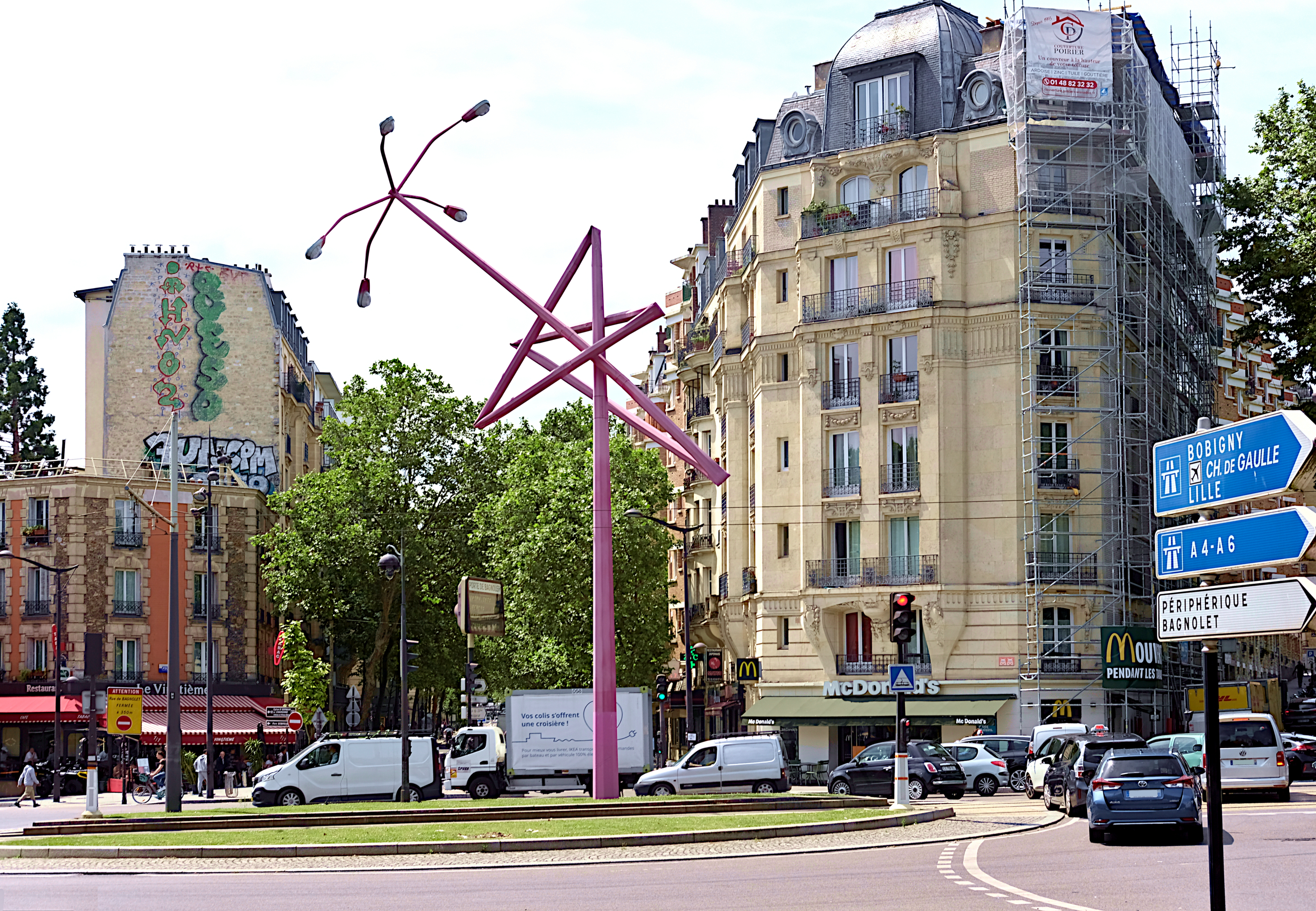
La porte de Bagnolet en juin 2024.

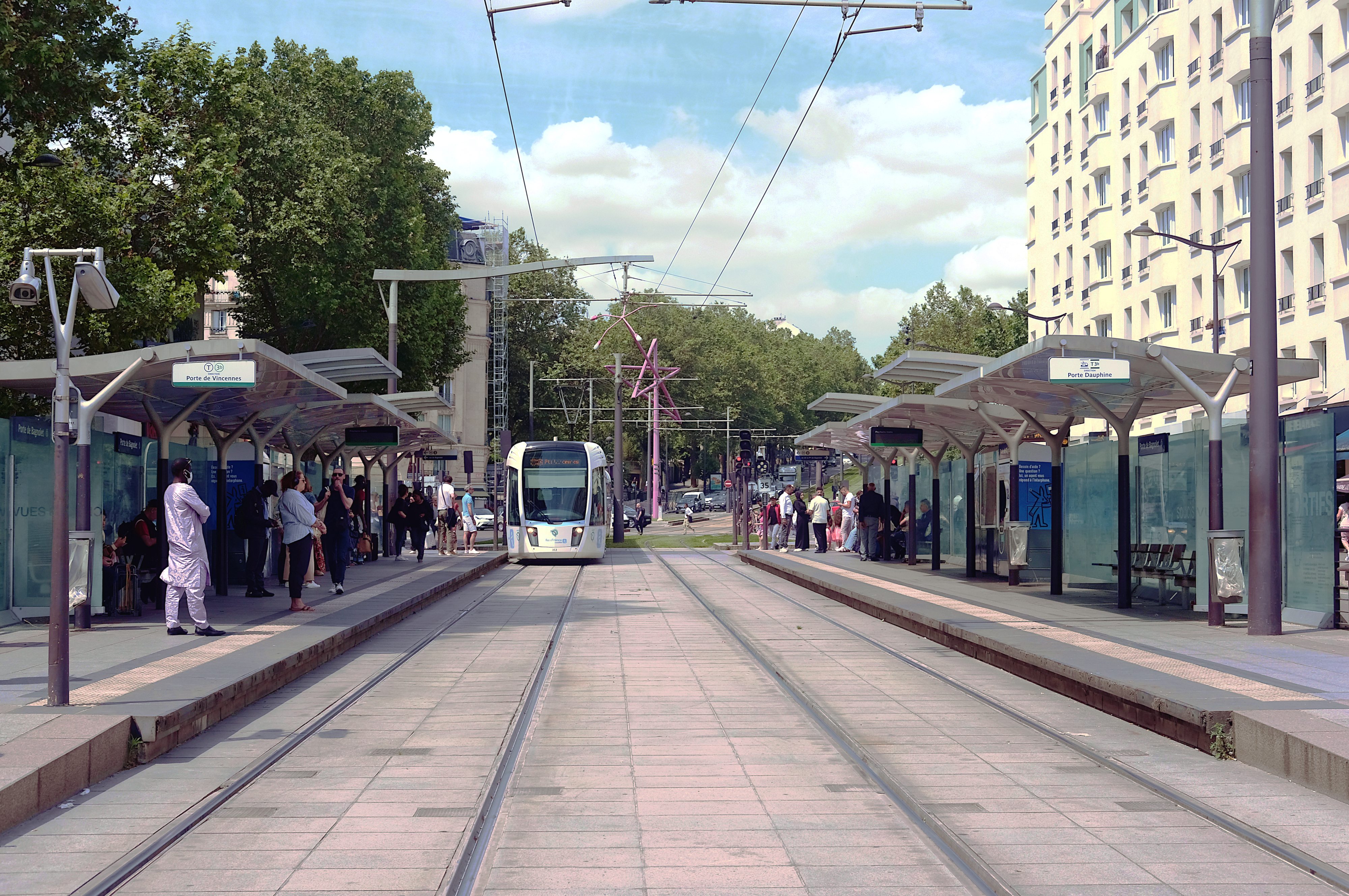
La station porte de Bagnolet du T3b sur le boulevard Davout.

La porte de Bagnolet est située dans le 20e arrondissement. La porte constitue l'une des principales voies d'accès à l'intérieur de Paris, par l'avenue de la Porte-de-Bagnolet. C'est en effet à la porte de Bagnolet qu'aboutit l'autoroute A3 (autoroute A1 en provenance de Lille), de l'aéroport Charles de Gaulle et de toute la banlieue nord-est de Paris via l'échangeur de la porte de Bagnolet.
La place de la Porte-de-Bagnolet fait partie de l'ancien quartier Saint-Fargeau. Elle est bordée au nord-ouest par un quartier de villas entourées de jardins, appelé « la Campagne à Paris », au nord-est par le square Séverine, dont la construction a été promue et soutenue au conseil municipal par Albert Besson et à l'ouest, par des immeubles construits au début du XXe siècle par plusieurs architectes dont Arsène Lejeune.
La place accueille en son centre le « réverbère rose » (« Twisted Lampost Star »), une œuvre de Mark Handforth installée en avril 2012. C'est l'une des 19 œuvres qui seront installées le long du parcours du nouveau tramway T3b.
La porte de Bagnolet est desservie par la ligne 3 du métro et la ligne 3b du tramway d'Île-de-France à la station Porte de Bagnolet.
Par ailleurs, se trouve à proximité la gare routière internationale de Paris-Gallieni, elle-même desservie par de très nombreuses lignes d'autocar longues distances Eurolines.

## Historique

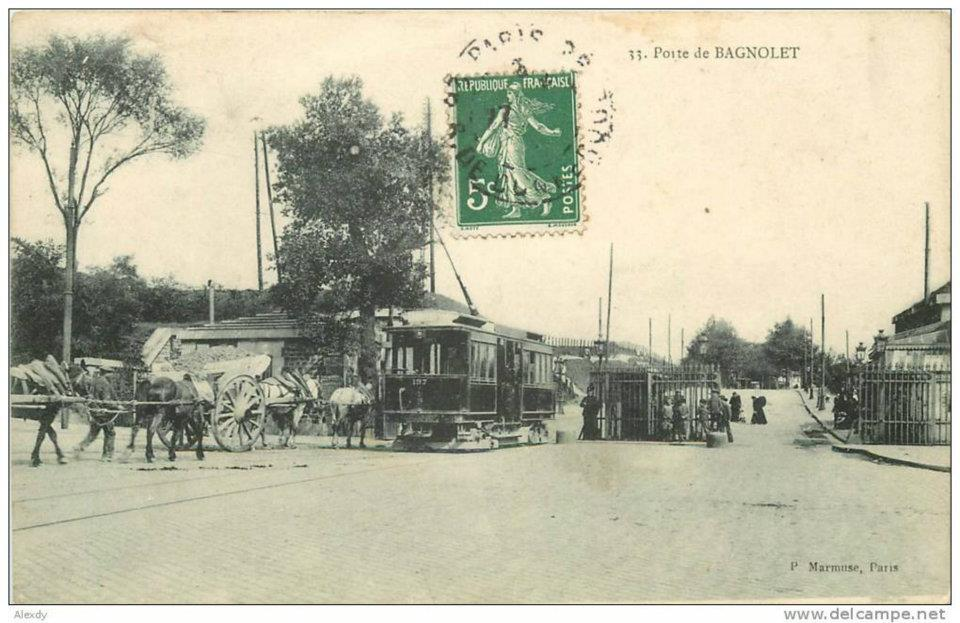
La porte de Bagnolet vers 1900.

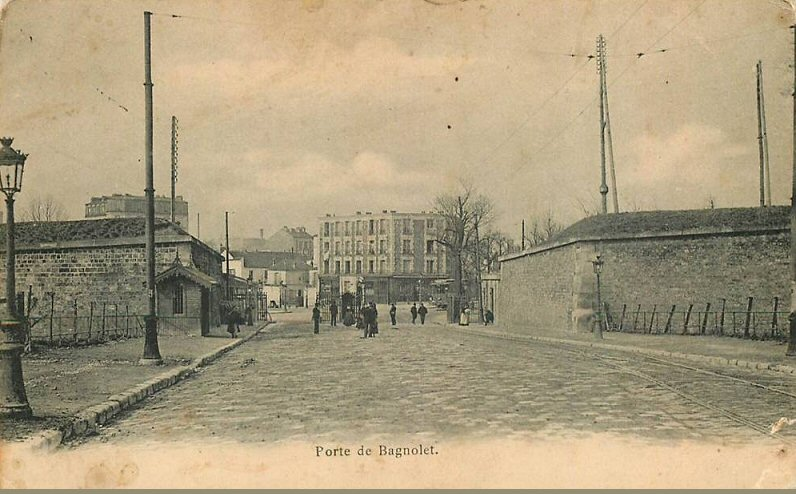
Porte de Bagnolet vers 1910.

## Dans la fiction
Le manga Rap Game de Loulou Dédola et de Massimo Dall'oGlio, sorti en juin 2023, se déroule en grande partie dans le quartier, son héros Bilail, alias BM20, y réside.